# ディズニー・ハーモニー・イン・カラー
ディズニー・ハーモニー・イン・カラー（英語: Disney Harmony in Color）は東京ディズニーランド(TDL)で2023年4月15日に公演を開始したデイタイムパレード。
前デイタイムパレード『ドリーミング・アップ!』に引き続き、NTTドコモが提供する。

## 概要
東京ディズニーリゾート(TDR)40周年のアニバーサリーイベント『東京ディズニーリゾート40周年“ドリームゴーラウンド”』とともに公演開始。「色あざやかな、ハーモニーの世界へ」をテーマとし、新たな冒険、勇気、家族の絆、友情を映画の物語を通じて表現している。
公演情報
- 公演期間:2023年4月15日〜
- 公演場所:パレードルート
- 公演回数:1日1回
- 公演時間:約45分
- ディズニー・プレミアアクセス:対象
- フロート:12台

## フロート構成と登場キャラクター
7つのテーマ、12台のフロートで構成。
1. 色とりどりの夢の世界へ
カラフルな装いのダンサーや虹や花びらで装飾されたフロートに乗ったティンカーベルが鮮やかなディズニーの世界を表現。
2. 新しい自分
映画『ズートピア』をテーマに、クロウハウザーが警察官姿のニックとジュディなどが乗ったフロートを先導。キャラクターやダンサーが映画の主題歌「Try Everything」に合わせたダンスを披露する。
3. わくわくする冒険
映画『カールじいさんの空飛ぶ家』がテーマのフロートが登場し、カールじいさん、ラッセル、ダグが新たな冒険へと踏み出していくストーリーを表現。フロートには「空飛ぶ家」をモチーフにしたカラフルな風船があしらわれる。
4. 未知の世界へ
メリダを先頭に、モアナ、ラプンツェル、ポカホンタスといった決意や勇気を胸に新たな世界へと進んだディズニープリンセスとダンサーが登場。
5. 家族のきずな
映画『リメンバー・ミー』をテーマに、マリーゴールドで装飾されたフロートに乗ったミゲルが登場。フロート前後のアレブリヘやダンサーとともに、家族と死者の日の祭を楽しむ様子を表現。続いて映画『インクレディブル・ファミリー』のフロートが登場。巨大化したジャック・ジャックをミセス・インクレディブルや家族があやす。
6. 最高の仲間とともに
映画『トイ・ストーリー』のウッディとバズがRCに乗って登場。さらに映画『シュガー・ラッシュ』よりヴァネロペとラルフ、映画『ベイマックス』のヒロ、ベイマックス、ハニー・レモン、フレッド、ワサビ、ゴー・ゴーがサンフランソウキョウを見守るフロートとともに登場。
7. すべての夢が奏でるハーモニー
フィナーレにはミッキーマウスとミニーマウス、そしてその仲間たちが40周年の衣装を纏って登場。衣装には星や風車をモチーフにした飾り付けが施されている[3]。ステンドグラスのようなキラキラとした装飾のフロートは、ここまでに登場したフロートの色が重なり合うようなカラフルな色合い。フロートの飾り付けの大きな花びらの一部にはキャラクターが描かれている。ほかにも、ディズニーの初期作品のキャラクターたちが歩いて登場[3]。